# Bob de Wilde
Jan (Bob) de Wilde (ur. 27 grudnia 1913 w Amsterdamie, zm. 24 kwietnia 1997 w Deventer) – holenderski polityk i prawnik, deputowany krajowy i europejski.

## Życiorys
Urodził się jako syn handlarza tytoniem. Pracował krótko jako urzędnik w Holenderskich Indiach Wschodnich, następnie zatrudniony jako prawnik. Zasiadał w radach nadzorczych różnych spółek i w amsterdamskiej izbie handlowej, był także prezesem Friesch-Groningsche Hypotheekbank.
Wstąpił do Partii Ludowej na rzecz Wolności i Demokracji. Zasiadał w radzie miejskiej Amsterdamu (1953–1967) i radzie prowincji Holandia Północna (1954–1956). Od 1956 do 1976 deputowany Eerste Kamer, gdzie był rzecznikiem ds. finansowych i wiceszefem grupy VVD. Od maja 1959 do grudnia 1960 oddelegowany do Parlamentu Europejskiego.

## Odznaczenia
Odznaczony m.in. Orderem Lwa Niderlandzkiego  III klasy.